# They're Coming to Take Me Away, Ha-Haaa! (album)
They're Coming to Take Me Away, Ha-Haaa! è il primo album del cantante statunitense Napoleon XIV inciso nel 1966.

## Tracce

### Lato A
1. I'm in Love with My Red Tricycle - 2:09
2. Photogenic, Schizophrenic You - 2:15
3. Marching Off to Bedlam - 2:08
4. Doin' the Napoleon - 2:50
5. Let's Cuddle Up in My Security Blanket - 1:56
6. They're Coming to Take Me Away Ha Haa! - 2:06

### Lato B
1. Bats in My Belfry - 1:44
2. Dr. Psyche, the Cut-Rate Head-Shrinker - 1:57
3. I Live in a Split Level Head - 2:05
4. The Nuts on My Family Tree - 2:33
5. The Place Where the Nuts Hunt the Squirrels - 1:52
6. I'm Happy They Took You Away Ha Haa! - Josephine XV - 2:05